# آب تو ديت
آب تو ديت (بالإنجليزية: UpToDate)‏ هو موقعٌ على الإنترنت، يعد مصدراً لدعم القرارات الطبية المبنية على البراهين، ويعمل على تحرير محتواه ما يزيد على 5000 طبيب وكاتب ومحرر ومراجع، وتحصد مقالاته على أكثر من 26 مليون مشاهدة شهرياً. منها أكثر من مليون مشاهدة في المملكة العربية السعودية.
لا يقبل الموقع تمويلاً من شركات الأدوية ولا من مصانع الأجهزة الطبية، وهو من المواقع التي كانت وزارة الصحة السعودية توفر خدمة الوصول المجاني إليها لجميع أطبائها في كافة مواقعهم. لكنها توقفت عن ذلك في 7 مارس 2016.

## وصلات خارجية
- موقع وزارة الصحة السعودية
- موقع آب تو ديت